# Adam Jones
Adam Thomas Jones (Park Ridge, Illinois; 15 de enero de 1965) es un músico estadounidense, conocido principalmente por ser el guitarrista de la banda estadounidense Tool. Jones también realiza trabajos de maquillaje y modelismo de efectos especiales en el ambiente del cine.
Jones ha sido calificado como el 75.º mejor guitarrista de todos los tiempos por la revista Rolling Stone y se ubicó en el noveno lugar en la lista de los 100 mejores guitarristas de metal de Guitar World. Con experiencia en efectos especiales y diseño de escenarios en la industria cinematográfica de Hollywood, Jones también es el director de la mayoría de los videos musicales de Tool.

## Biografía

### Inicios
Nacido en Park Ridge, Illinois, Estados Unidos, el 15 de enero de 1965. Creció en Libertyville, Illinois. Empezó tocando el violín en la escuela elemental. Fue aceptado dentro del programa Suzuki y continuó tocando el violín en su primer año en el Instituto. Siguió su carrera como músico, cambiando el violín por el bajo, tocando sobre todo música clásica.
Adam Jones, es amigo del guitarrista Tom Morello del grupo de rap metal Rage Against the Machine y de rock alternativo Audioslave, quien por aquella época vivía también en Illinois. Allí, ambos tocaron juntos en la banda de rock Electric Sheep. No pasó mucho tiempo antes de que Adam Jones, colgara su bajo, haciéndose con una guitarra.

### Llegada a California
Más tarde, Adam Jones se trasladó a vivir a California. De acuerdo con ambos, la banda no era popular en aquella época. Se le ofreció una beca para el cine, pero no la aceptó y entonces se mudó a Los Ángeles para estudiar arte y maquillaje de efectos especiales.
Los estudios de Jones comenzaron en 1983, cuando se inscribió en la Academia de Maquillaje de Hollywood, a la vez, que realizaba otros estudios de Cine, pensando que todo ello le daría más proyección en el futuro. Este aprendizaje se reflejaría posteriormente en los trabajos artísticos realizados en los videos «Sober», «Prison Sex», «Stinkfist», «Ænema», «Schism», «Parabola», y «Vicarious», de la banda Tool. 
En ese tiempo, su interés derivó hacia el cine, y empezó a trabajar como escultor y diseñador de efectos especiales donde aprendió las técnicas de Stop-motion, que se basa en hacer que objetos que se encuentran estáticos sigan una secuencia de imágenes para que luego, tras poner todas las imágenes en rápida secuencia, estos objetos parezcan que están en movimiento, lo cual más tarde aplicó en los videos de Tool.
Después de su graduación en 1987, consiguió un trabajo como modelista en la factoría creación de personajes de Rick Lazzarini, con la que realizó trabajos para TV y películas. 
Hizo trabajos para la serie televisiva, The Addams Family, o en el cine, entre ellas, para Pesadilla en Elm Street Part 5, donde diseñó y fabricó el maquillaje matriz de la cara de Grim Reaper (la muerte personificada) y la cabeza de un zombi sobre un pincho; que más tarde fue también utilizado en la película de Cazafantasmas 2.
Después de eso, trabajó con Stan Winston. Ahí colaboró en Depredador 2, en la que se puede ver una calavera, un diseño relevante de su fantástica manera de entender la figuración y el modelaje,.
Entre otros grandes títulos en la escena de Hollywood en los que ha colaborado, que incluye tanto la realización de maquillajes, como diseños de plató, destacan Jurassic Park y Dances with Wolves. También se sabe que Adam Jones posee un gran talento dibujando caricaturas.

### Formación de Tool
Mientras vivía en California, conoció al ahora su amigo, Maynard James Keenan, quien por entonces, era el cantante de la banda Green Jellÿ, a quienes Adam les diseñaba el vestuario. No pasó mucho tiempo, cuando se unieron a la banda, el bajista Paul D'Amour, y el batería Danny Carey, entonces vecino de Maynard James Keenan, en los primeros años 90, lo que condujo a la formación del grupo Tool, una de las bandas de metal, más seguidas, conocidas y prestigiosas de todo el mundo. 
Además de Tool, Adam Jones realizaba otros proyectos como guitarrista y continuó con sus trabajos en el cine de Ciencia ficción, formando entonces otra banda junto al guitarrista Buzz Osborne de The Melvins, llamada Noise Land Arcade (aunque, todavía no han realizado ninguna grabación). Aun así, Adam toca en la canción de 15 minutos de duración «Divorced», y participa en la realización del disco Melvins'2000, Crybaby, de ese año, 1990. Adam Jones también ha diseñado la portada del disco, Giving Birth to a Stone, de Peach, antigua banda de Justin Chancellor, y ahora bajista de Tool.
Más tarde, realizó una gira con Jello Biafra/The Melvins, y contribuyó como artista en sus álbumes Never Breathe what You Can't See y Sieg Howdy!. Adam Jones es también un gran fan del grupo Devo.
Últimamente ha cooperado en los arreglos musicales con el grupo Isis, en el álbum Wavering Radiant de 2009.

## Vida personal
En 1999, Adam Jones se casó con Camella Grace, artista estadounidense, cantante y parte del grupo de artes plásticas SpiralEyes. Actualmente residen en Los Ángeles, California. Ella hace la voz de la enfermera en la canción «Lost Keys» (Blame Hofmann), del álbum 10,000 Days.
Adam tuvo un gran danés llamado Eon. Pero Eon se enfermó y murió, por lo que Adam le dedicó la canción «Eon Blue Apocalypse», del álbum Lateralus, en su memoria. Después Adam tuvo otro gran danés que fue llamado Diablo, pero también murió después de enfermarse de bronquitis, el 3 de diciembre de 2009. Él y su esposa tienen un gran amor por esta raza de perros.

## Equipo
Guitarras
Adam Jones posee al menos cinco Gibson Les Pauls de cuerpo plateado "Silverburst", una de las cuales la posee desde 1979. Estas guitarras son muy raras y son muy buscadas por los coleccionistas, por sus acabados de cuerpo plateado, que se van volviendo verdes con el paso del tiempo. Las Silverburst que tienen el color original plateado son muy valoradas. El color cambia principalmente cuando son expuestas al sol durante largos periodos de tiempo, debido al especial proceso de fabricación de estas guitarras. 
Gibson redistribuyó esta guitarra y la vendió a precios exorbitantes en 2003. La Silverburst de Adam Jones ha sido modificada para usar pastillas Seymour Duncan. Aun así, en vivo, Adam solo usa la pastilla del puente y mantiene el volumen apagado en la del mástil. Esto le permite matar el sonido usando sus interruptores de palancas.
Amplificadores
Adam Jones posee y usa un antiguo cabezal Marshall, el cual no es director de volumen, debajo del amplificador, desde 1976, y un cabezal rectificador Mesa Boogie (original, con dos canales en esa versión) y un amplificador Diezel VH4 . En Undertow y Opiate EP, usó un cabezal Marshall Superbass, ya que el cabezal rectificador Mesa Boogie y el Diezel no se fabricaron hasta 1993. En Ænima usó el Marshall SuperLead. El amplificador Diezel VH4, se usó para contribuir en el sonido del bajo, en el rango de media frecuencia. Los dos amplificadores estaban mezclados en acordes parejos en la salida de nivel de las frecuencías. Lateralus fue grabado con el amplificador Diezel, junto con el amp. Marshall bajo. Ocasionalmente, en el estudio, era utilizado un cabezal SUNN, en vez del cabezal rectificador Mesa Boogie, aunque el cabezal Mesa Boggie es todavía usado en los escenarios.
Cuando Adam toca en directo, todos los amplificadores están encendidos al mismo tiempo, y marcados todos para un sonido distorsionado. Para enchufar a un tono limpio (sin distorsionar), simplemente gira la rueda del volumen, en la parte de atrás de su guitarra, lo suficiente, para coger un tono semi-limpio y, entonces toca las notas muy suavemente, sin mucho ataque sobre las cuerdas, desde el mástil, para conseguir una forma de tono limpio. rig

## Efectos
De acuerdo con una entrevista realizada por la revista Guitar School en 1994, Adam Jones no es fan de los efectos musicales en absoluto. Durante todo ese tiempo, sólo usó dos pedales, un anulador y un ecualizador, en parte por la fiabilidad de pasos simples en directo. Jones no usa una quilla electrónica (E-Bow) como generalmente se creía. En vez de eso, él explicó en otra entrevista que usa una Epilady, (una máquina depiladora femenina usada para afeitar el vello de las piernas).
Aparentemente, una Epilady, produce alucinantes sonidos cuando la empujas contra las pastillas. Durante otra entrevista con la revista Guitar World, que fue recientemente convocada para la promoción del nuevo trabajo de Tool, 10.000 Days, *Jones indicó que ahora también estaba usando un pedal Gig-Fx de efectos *chopper junto con un pedal volume/wah, para controlar el efecto. Jones y Justin Chancellor el bajista, han realizado cambios muy profundos en las modificaciones de sus pedales.

## Discografía

### Con Tool
- 1991 - 72826
- 1992 - Opiate
- 1993 - Undertow
- 1996 - Ænima
- 2000 - Salival
- 2001 - Lateralus
- 2006 - 10,000 Days
- 2019 - Fear Inoculum